# Arthur Obst
Arthur Obst Woliński (ur. 24 marca 1909 w Świdnicy, zm. w Warszawie) – SS-Rottenführer, członek załogi niemieckiego obozu koncentracyjnego Mauthausen-Gusen.
Członek Waffen-SS od sierpnia 1944 roku, do której przeniesiony został z Luftwaffe. Pełnił służbę na jednej z wież wartowniczych w Gusen II, podobozie KL Mauthausen. Postrzelił raz w nogę więźnia, który próbował uciec z obozu. Został skazany w procesie załogi Mauthausen-Gusen (US vs. Hans Böhn i inni) na 15 lat pozbawienia wolności przez amerykański Trybunał Wojskowy w Dachau. 22 kwietnia 1948 roku komisja rewizyjna uniewinniła Obsta, stwierdzając iż wykonywał on wyłącznie rozkazy przełożonych.